# 황금두현
황금두현(본명: 김두현, 1982년 12월 29일 ~ )은 대한민국의 작곡가이다. 2004년 캔의 '소나기'로 데뷔했으며, 2015년경 더블킥 엔터테인먼트에 소속되었다. 현재는 ㈜아베크뮤직컴퍼니, ㈜아베크뮤직퍼블리싱, 아베크뮤직아카데미의 대표이사이자 ㈜밀리언마켓(前 더블킥 엔터테인먼트)의 프로듀서, 작곡가, 사내이사로 재직 중이다.

## 생애
고등학교 때 밴드부에서 기타를 치다 작곡가를 목표로 하게 되었고, 많은 노력 끝에 2004년 캔의 '소나기'로 데뷔하였다. 처음 작곡가를 꿈꿨을 때에는 방법을 몰라 많이 헤맸다고 한다. 시퀀서 프로그램의 사용법을 다룬 책의 저자에게 직접 전화를 하기도 했고, 피아노도 독학으로 시작했다고 한다. 김도훈 (작곡가)의 팬클럽을 만들어 활동했던 경력이 있고, 싸이월드 BGM으로 많이 쓰였던 [AB 에비뉴]의 '사랑 둘이서'로 이름을 알리기 시작했다.
2012년부터 걸스데이의 '둘이서', 에이핑크의 'BUBIBU', 'U You' 등 걸그룹의 노래를 다수 작곡하기 시작했으며, 2013년 허각의 '넌 내꺼라는걸'로 생애 첫 멜론차트 1위뿐 아니라 8개 차트에서 모두 1위를 달성하게 된다. 이후 2AM의 '후회할거야', 카라 (음악 그룹)의 'In The Game'을 작곡했고 2015년경 이단옆차기 사단에 합류한다. 합류 후 첫 발표한 곡은 방민아의 '나도 여자예요'. 멜론 차트 10위권 내에 등록시키며 준수한 성과를 냈다.
저작권협회의 등록곡수는 300여곡이며, 2023년 기준 ㈜아베크뮤직컴퍼니, ㈜아베크뮤직퍼블리싱, 아베크뮤직아카데미(잠실본원, 강남 1관, 강남 2관, 수원캠퍼스, 안산캠퍼스, 인천캠퍼스, 홍대캠퍼스)의 대표이사이자 ㈜밀리언마켓(前 더블킥 엔터테인먼트)의 프로듀서, 작곡가, 사내이사로 재직 중이다. 작곡가로 한창 이름을 알리던 시기 멜론 매거진에서 인터뷰를 한 것이 있는데 작곡가를 희망하는 사람이 있다면 한 번 읽어볼만 하다. 황금두현 & 노는 어린이 멜론 인터뷰

## 대표곡
- 2009년

- AB에비뉴 - '사랑 둘이서'
- 2011년

- BGH to - '솜사탕' (Feat. T-ARA 은정)
- 2012년

- 걸스데이 - '둘이서'
- 에이핑크 - 'BUBIBU'
- 실루엣 -'잘 지내니'
- 2013년

- 제아파이브 - 'Mistake'
- 에이핑크 - 'U You'
- 허각 - '넌 내꺼라는걸'
- 카라 (음악 그룹) - 'In The Game'
- 2AM - '후회할거야'
- 2014년

- 옴므 (음악 그룹) - 'It Girl'
- 2015년

- 방민아 - '나도 여자예요'
- 임슬옹, 윤보미 - 'Lovely 해'
- 은정 (가수) - '혼자가 편해졌어'
- 터보 (대한민국의 음악 그룹) - '..is love'
- 2024년

— 김선호 디지털 싱글 《Miracle : 기적》(2024.04.30) 작곡